# Hugues Occansey
Hugues Occansey (Moyeuvre-Grande, Francia, 18 de diciembre de 1966) es un exjugador y actual entrenador de baloncesto francés. Con una altura de 2.00 cm su posición en la cancha era la de alero. Desde 2015 ejerce como seleccionador de Costa de Marfil

## Trayectoria
- 1982-1988 CSP Limoges
- 1988-1993 Olympique Antibes
- 1993-1994 Montpellier Paillade Basket
- 1994-1995 ASVEL Villeurbanne
- 1995-1998 CSP Limoges
- 1998-2000 Peristeri BC
- 2000-2001 Valencia Basket
- 2001 ALM Évreux Basket
- 2001-2002 Strasbourg IG

## Palmarés
- Copa Korac : 1983 (Limoges)
- Recopa de Europa : 1988 (Limoges)
- LNB :

1983-84, 1984-85, 1987-88,  con el Limoges
1990-91, Con el Antibes